# بنفش تبة (مقاطعة بندر غز)
بنفش تبة (بالفارسية: بنفش‌تپه) هي قرية تقع في إيران في قسم بنفشة تبة الريفي. يقدر عدد سكانها بـ 300 نسمة بحسب إحصاء 2016.